# Karen Palomeque
Karen Tatiana Palomeque Moreno (Medellín, 1 de julio de 1994) es una deportista colombiana que compite en atletismo adaptado.Ha ganado cinco medallas de oro en los Juegos Parapanamericanos y ha sido campeona mundial en tres ocasiones. Además, batió los récords mundiales en los 100 y 200 metros en el Campeonato Mundial de Para Atletismo de 2023 y en la final paralímpica de 2024. Palomenque también ha sido reconocida por su destacada actuación en competiciones internacionales de atletismo.

## Biografía

### Inicios
Nació en Medellín y se crio en el barrio La Iguaná. Desde temprana edad, su familia descubrió que había nacido con hemiparesia, una condición neurológica que dificulta el movimiento de una mitad del cuerpo, en su caso, la izquierda.A pesar de la parálisis parcial derivada de su hemiparesia, Palomeque continuó su carrera deportiva con éxito. Fue seleccionada por su entrenador Raúl Díaz, quien evaluó a varios jóvenes en su barrio, eligiendo a Palomenque entre los dos finalistas.
En el Campeonato Mundial de Para Atletismo de 2023, Karen Palomeque ganó la medalla de oro en los 100, 200 y 400 metros planos en la categoría T37, estableciendo récords mundiales en los 100 y 200 metros.Posteriormente, enfrentó problemas de salud que requirieron una cirugía, pero logró recuperarse y regresar a la competición. Palomeque fue reconocida como la Mejor Atleta Femenina en los Juegos Parapanamericanos de Santiago 2023, donde ganó cinco medallas de oro en las pruebas de 100 m T37, 200 m T37, 400 m T38, salto en largo T36/37/38 y relevo universal 4x100 m. Además, en el Campeonato Mundial de Para Atletismo en Kōbe, Japón, obtuvo el primer lugar en los 400 m T38 con un récord mundial de 59.40 segundos, superando su marca anterior de 1:00.88 minutos.También logró medallas en los 200 m T38, 100 m T38 y salto largo T38 en dicho certamen.
En los Juegos Paralímpicos de París 2024, Karen Palomeque ganó la medalla de oro en los 100 metros planos femeninos T38 con un tiempo de 12.26 segundos, estableciendo un nuevo récord mundial.Esta victoria hizo de Palomenque la primera atleta colombiana en obtener una medalla de oro en unos Juegos Paralímpicos. Su tiempo superó el récord previo de 12.44 segundos, establecido en 2013 por la británica Sophie Hahn.

## Palmarés internacional
| Juegos Paralímpicos | Juegos Paralímpicos | Juegos Paralímpicos | Juegos Paralímpicos   |
| Año                 | Lugar               | Medalla             | Prueba                |
| ------------------- | ------------------- | ------------------- | --------------------- |
| 2024                | París (Francia)     | Medalla de oro      | 100 m T38             |
| 2024                | París (Francia)     | Medalla de oro      | 400 m T38             |
| 2024                | París (Francia)     | Medalla de bronce   | Salto de longitud T38 |